# Rockefeller University Press

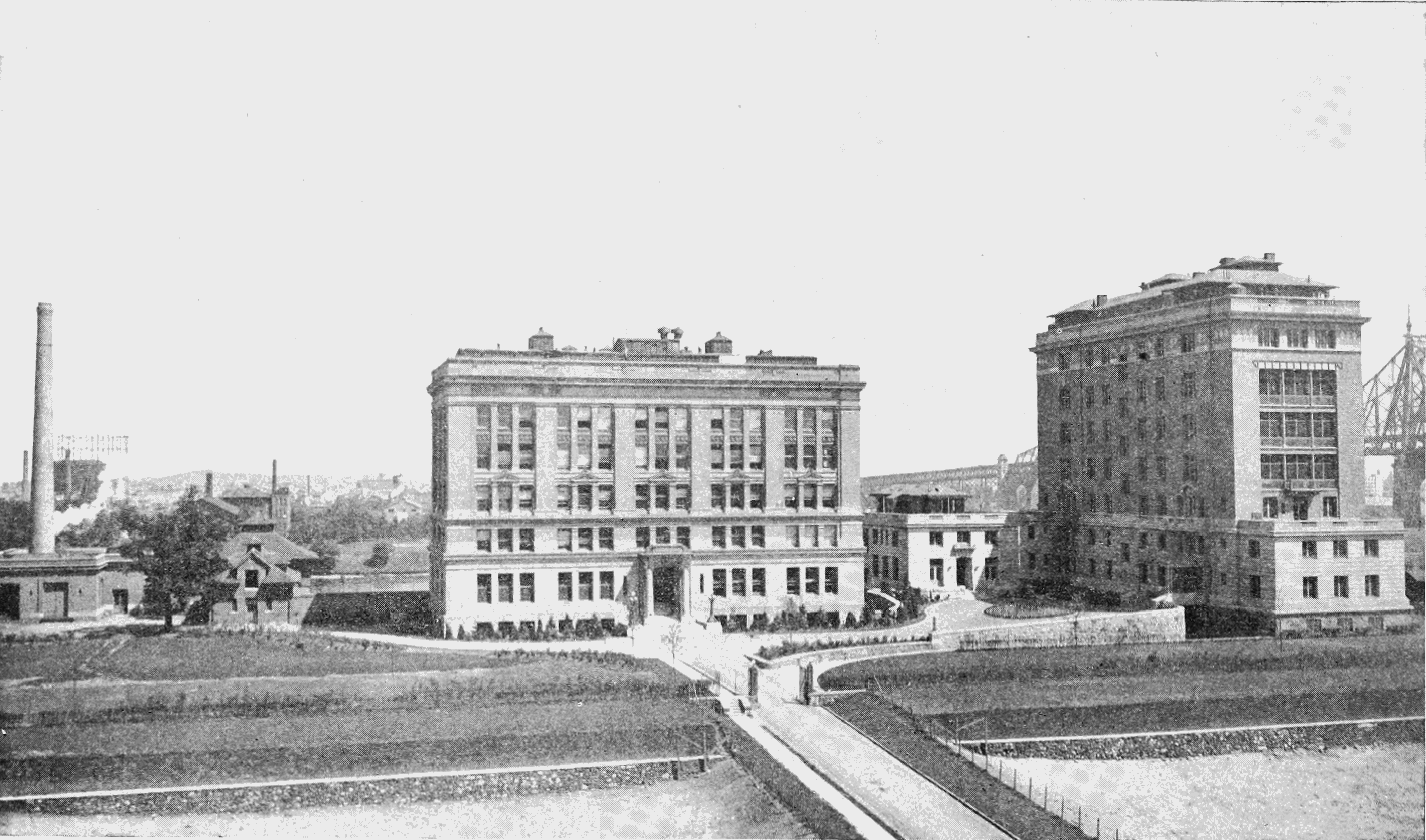
De Rockefeller-Universiteit (toen nog "Institute") in 1912.

Rockefeller University Press is de universiteitsuitgeverij van de Rockefeller-universiteit. Het is een relatief kleine uitgeverij die slechts drie tijdschriften uitgeeft:
- Journal of Experimental Medicine, opgericht in 1896,
- Journal of General Physiology, opgericht in 1918 en
- Journal of Cell Biology, opgericht in 1955 als Journal of Biophysical and Biochemical Cytology.

Online toegang tot deze tijdschriften wordt verzorgd door HighWire Press en PubMed Central. De inhoud is vanaf 6 maanden na publicatie vrij toegankelijk onder een Creative Commons licentie.